# Diadelia grisescens
Diadelia grisescens là một loài bọ cánh cứng trong họ Cerambycidae.